# Prieuré de la Trinité de l'Esvière d'Angers
Le prieuré Saint-Sauveur et de la Trinité de L'Esvière ou prieuré de l'Esvière était un prieuré bénédictin situé à Angers, en Maine-et-Loire.

## Histoire

### Fondation
Le prieuré a été construit sur le site des thermes gallo-romains alimentés par un aqueduc partant de la fontaine de Frottepénil.
Foulques Nerra, marié à Elisabeth de Vendôme, sœur de Renaud de Vendôme, évêque de Paris et fils de Bouchard le Vénérable, comte de Vendôme, hérite de ce comté à sa mort, en 1016. Foulques Nerra transmet le comté de Vendôme à Bodon de Nevers marié à sa fille, Adèle de Vendôme-Anjou. En 1023, le comté de Vendôme est transmis à son fils Bouchard II de Vendôme. Celui-ci étant mort en 1028 sans descendance, Geoffroy Martel, qui en est alors le suzerain, remet le comté à sa sœur, Adèle de Vendôme-Anjou, qui en donne la moitié à son fils Foulques l'Oison. Ce dernier se révoltant contre sa mère pour être le maître de tout le comté, cette dernière a vendu sa part à Geoffroy Martel qui a ensuite repris la moitié donnée à Geoffroy l'Oison, en 1032, avant de lui rendre le comté de Vendôme à la demande du roi Henri Ier, en 1056.
Geoffroy Martel signe l'acte de fondation de l'abbaye de la Trinité de Vendôme le 30 mai 1040 avec sa femme, Agnès de Bourgogne, après avoir eu ensemble la vision pendant qu'ils résidaient au château de Vendôme de la chute de trois étoiles filantes.
Le prieuré bénédictin de L'Esvière a été fondé  sous le double vocable du Saint Sauveur et de la Trinité au plus tard en 1047 par Geoffroi Martel, comte d'Anjou, dépendant de l'abbaye de la Trinité de Vendôme qu'il venait de fonder pour fournir aux moines un refuge en Anjou dans le cas où cette abbaye serait attaquée par le comte de Blois. Une paroisse du même nom en dépendait. La nouvelle église Saint-Sauveur a été consacrée en 1062 par Vulgrin, ancien abbé de Saint-Serge, alors évêque du Mans, Quiriac, évêque de Nantes, et Hugues, archevêque de Besançon.

### Disparition
La disparition effective du prieuré de L'Esvière est difficile à dater. Un incendie l'a partiellement détruit en octobre 1132 ou 1131 d'après la chronique de Saint-Aubin. Ce second prieuré est moins beau que le précédent. Une partie des bâtiments a dû être abandonnée ainsi que l'abside de l'église. L'église a été fermée par un mur  au droit de l'arc triomphal donnant à l'église la forme d'un T. Le bras gauche du transept a été consacré au service de la paroisse de l'Esvière à une date ultérieure. Le bras droit a été transformé en chapelle. Les deux absidioles des bras de la croisée ont été conservés. L'abside centrale est restée en ruines. La façade a été détruite et la première travée de la nef a disparu. Foulque le Réchin y a été inhumée en 1109. Les bâtiments fraîchement relevés auraient été brulés par Jean sans Terre en 1207 d'après les écrits d'un moine au XVIIe siècle, mais sans apporter de preuves. Ce moine rapporte aussi que les bâtiments ruinés par Jean sans Terre auraient été reconstruits par Yolande d'Aragon, en 1400. Pour cette information, il cite Jean de Bourdigné et ses Hystoire agregative des Annales et cronicques d'Anjou parues en 1529. Mais ce dernier ne cite la découverte d'une statue de la Vierge, en 1400. Jean de Bourdigné écrit que la reine Yolande venant se promener à l'Esvière, ses épagneuls poursuivent un lapin qui vient se réfugier près d'elle. la reine fait fouiller le buisson d'où était sorti le lapin. On trouve une voûte, et, sous cette voûte une statue de la Vierge en albâtre :
« quand ceulx qui béchoient eurent trouvé ce bel image, ils le présentèrent à la royne qui moult  en eut grande joie et à grand plaisir et dévotion le receut » ...
Jean de Bourdigné ajoute que la Vierge :
« fist incontinent après son heureux recouvrement déborder comme des torrents l'abondance de ses grâces et consola la dévotion de ses fidèles serviteurs d'une infinité de miracles, ce qui porta la royne Yolande à faire promptement bâtir en ce lieu un petit oratoire ».
Yolande d'Aragon a fait restaurer le prieuré en 1429. Des moines de l'abbaye de la Trinité de Vendôme viennent s'y installer.
Le moine Jean Souchard a fait construire la chapelle Notre-Dame de Sous-Terre en forme de croix grecque en 1450 à l'emplacement de l'ancien chœur de l'église détruit en 1132 pour abriter la statue de la Vierge. Le cloître a été reconstruit à la fin du XVe siècle ou au début du XVIe siècle dans le style flamboyant.
De nouveaux bâtiments ont été ajoutés au XVIIe siècle pour loger le prieur commendataire, l'hôtellerie, l'infirmerie, en 1617, et quelques servitudes.
Le prieuré est entré dans la Congrégation de Saint-Maur en 1631. En 1634, les moines ont porté plainte contre le prieur commendataire aux Grands Jours de Poitiers et obtiennent gain de cause. Une transaction est passée le 17 novembre entre le prieur commendataire et les religieux qui récupèrent l'infirmerie, la chambre des hôtes, la grande cour près de l'église, le réfectoire et plusieurs bâtiments annexes. Un peu plus tard, un religieux indique l'état de délabrement de l'église et le couvent.
Une abside est ajoutée à la chapelle Notre-Dame-sous-Terre en 1642. Un nouvel autel y est placé par les architectes-sculpteurs Antoine Charpentier et Léger Plouvier. Le 22 février 1652, le prieuré est pillé par les troupes royales qui assiègent le château d'Angers tenu par le duc de Rohan favorable à la Fronde.
Au début de la Révolution, le prieuré est occupé par quatre religieux qui sont expulsés. Le prieur François Chabanel est condamné à mort par la Commission militaire le 22 messidor an II (10 juillet 1794) comme prêtre réfractaire. Le prieuré est fermé en 1790, puis vendu comme bien national le 25 janvier 1792 au Département pour l'installation d'un hôpital d'Enfants trouvés dont le projet n'a pas abouti.
L'église est détruite vers 1845. Du prieuré de l'Esvière, il ne reste que la chapelle Notre-Dame-sous-Terre et quelques bâtiments annexes. La chapelle est restaurée en 1873.
Très endommagée pendant la Seconde guerre mondiale, la chapelle Notre-Dame-sous-Terre est restaurée en 1954.

## Perte de fonction religieuse
La chapelle Saint-Eutrope, chapelle prieurale, est démolie en 1827.

## Personnalités célèbres
- L'évêque de Vendôme, Geoffroi de Vendôme, fils des seigneurs de Craon, est mort le 26 mars 1132 dans ce prieuré.

## Évolution du vocable
La dédicace à la Trinité est due aux liens avec l'abbaye-mère homonyme de Vendôme.

Chapelle Notre-Dame-Sous-Terre
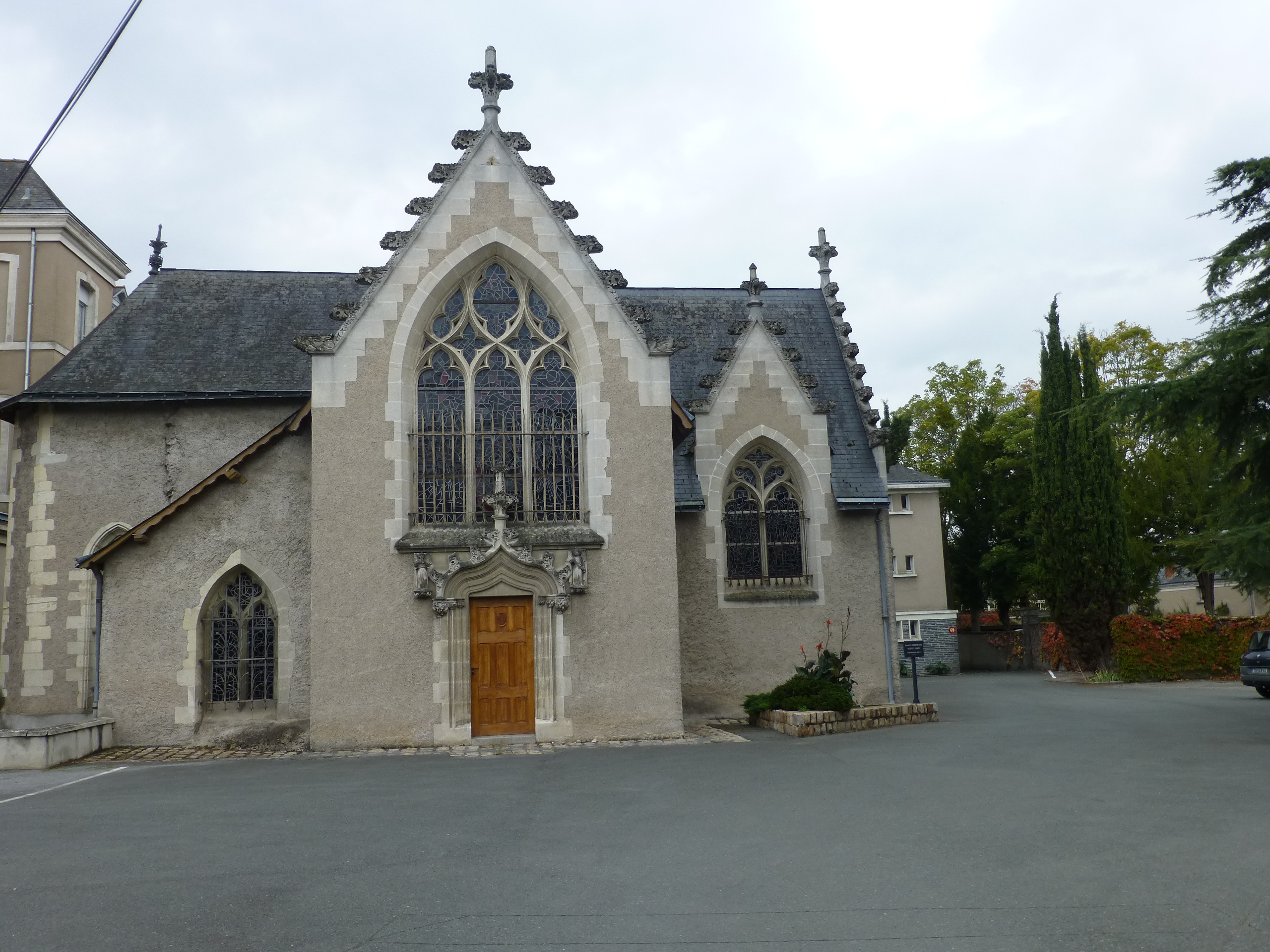
Vue générale façade nord.
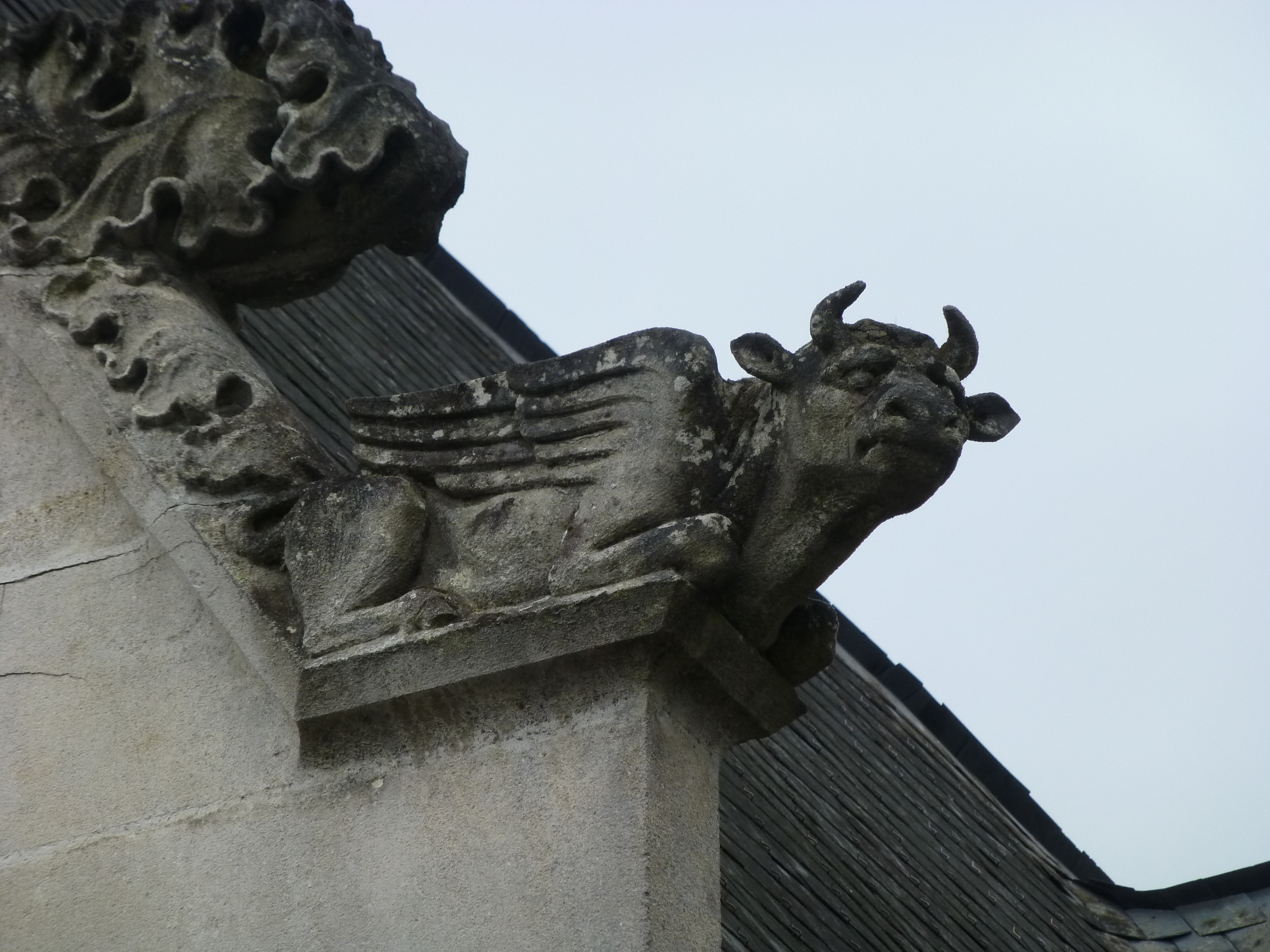
Chimère.
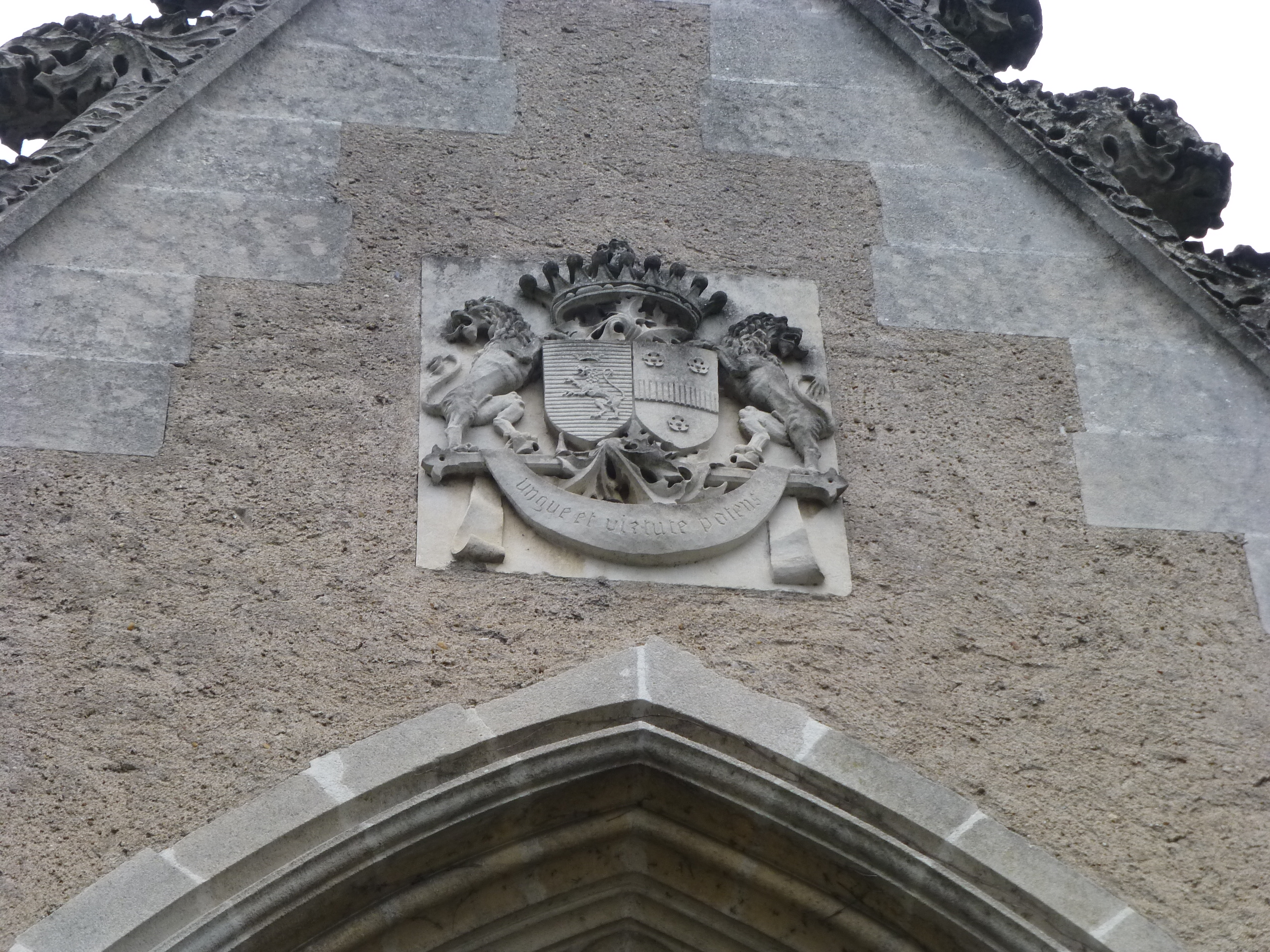
Blason et devise : Ungue et virtute potens.